# Новомаріїнське сільське поселення
Новомарії́нське сільське поселення (рос. Новомариинское сельское поселение) — сільське поселення у складі Первомайського району Томської області Росії.
Адміністративний центр — село Новомаріїнка.
Населення сільського поселення становить 1229 осіб (2019; 1428 у 2010, 1581 у 2002).

## Склад
До складу сільського поселення входять:
| Населений пункт        | Населення, осіб (2002) | Населення, осіб (2010) |
| ---------------------- | ---------------------- | ---------------------- |
| Верх-Куєндат, присілок | 48                     | 40                     |
| Калиновка, присілок    | 63                     | 27                     |
| Лінда, присілок        | 0                      | -                      |
| Новомаріїнка, село     | 308                    | 235                    |
| Оріхово, селище        | 732                    | 677                    |
| Туєндат, присілок      | 430                    | 449                    |